# Johann Georg van Caspel

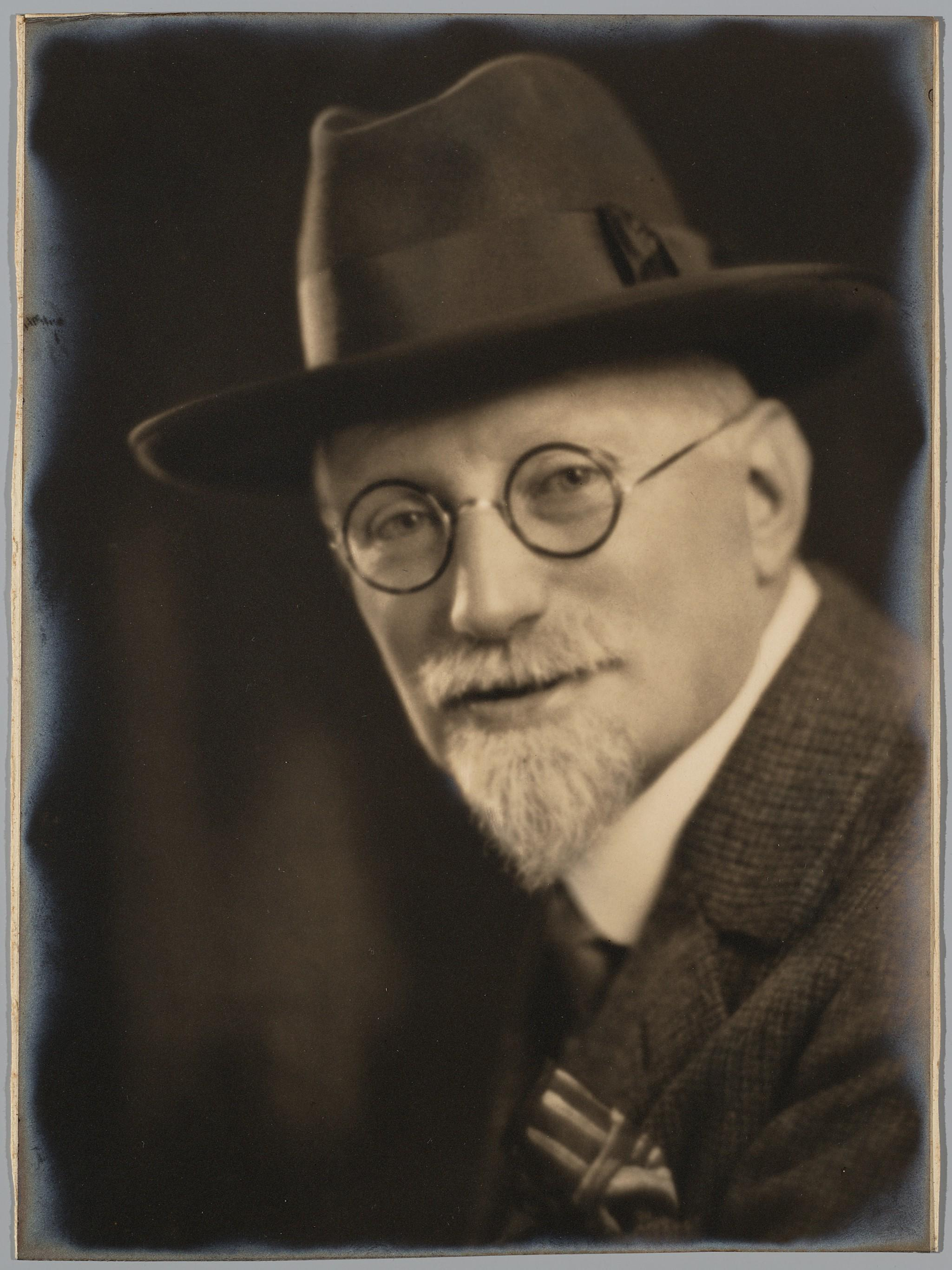
Johann Georg van Caspel

Johann Georg van Caspel (* 2. Mai 1870 in Ootmarsum; † 6. Februar 1928 in Utrecht) war ein niederländischer Maler, Architekt, Illustrator und Plakatkünstler.
Johann Georg van Caspel studierte seit 1889 an der Reichsakademie für bildende Künste in Amsterdam. Er besuchte die Werkstatt Maurits van der Valk.
Neben seiner Tätigkeit als Porträtmaler lieferte van Caspel Entwürfe von Plakaten an die Druckerei Amand. Insgesamt schuf van Caspel etwa fünfzig Plakate. Um 1899 siedelte er nach Brüssel um.
Im Jahr 1903 zog Van Caspel nach Laren in Nordholland und erhielt einen Auftrag als Architekt für den Entwurf einer Villa. Das brachte ihm weitere Aufträge für etwa dreißig Häuser und Villen in der Umgebung von Het Gooi.
Der Stil von van Caspel wurde durch die Werke des Architekten Karel P. C. de Bazel beeinflusst.
Van Caspel illustrierte mehrere Bücher in der Ästhetik des Jugendstils. Seit etwa 1920 entwarf er keine Plakate mehr.

## Literatur

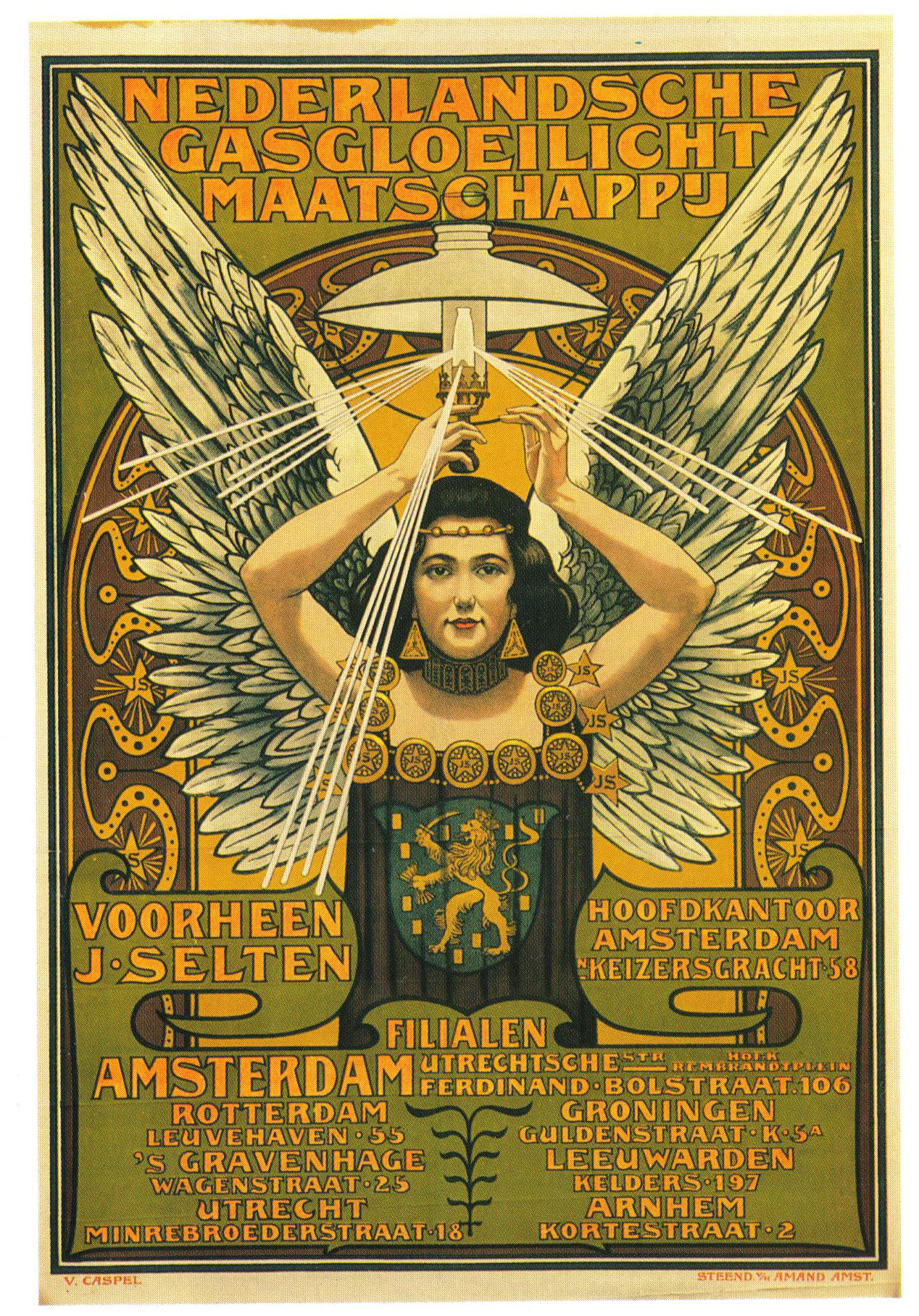
Gasglühlicht
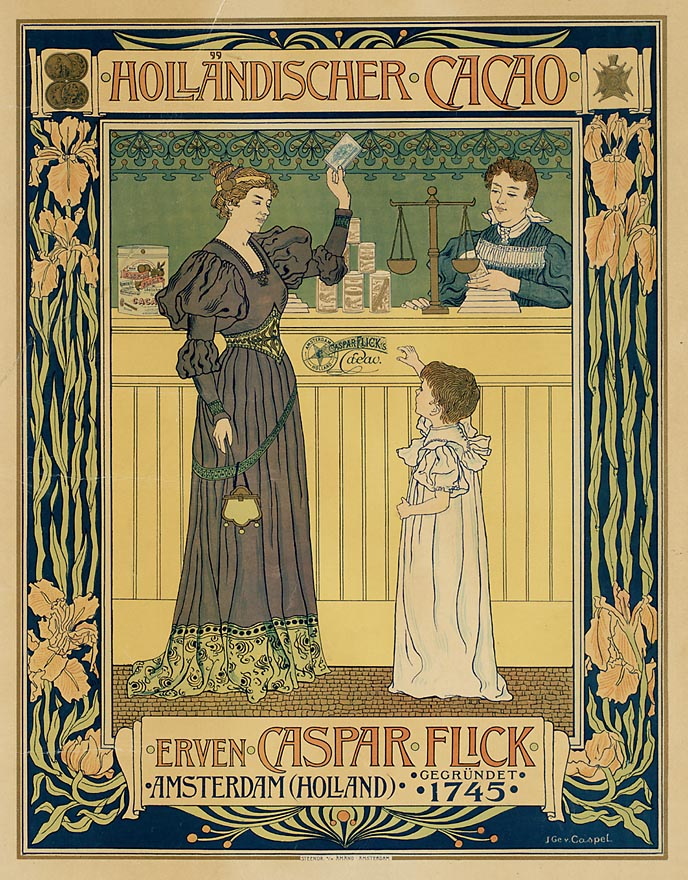
Holländischer Cacao
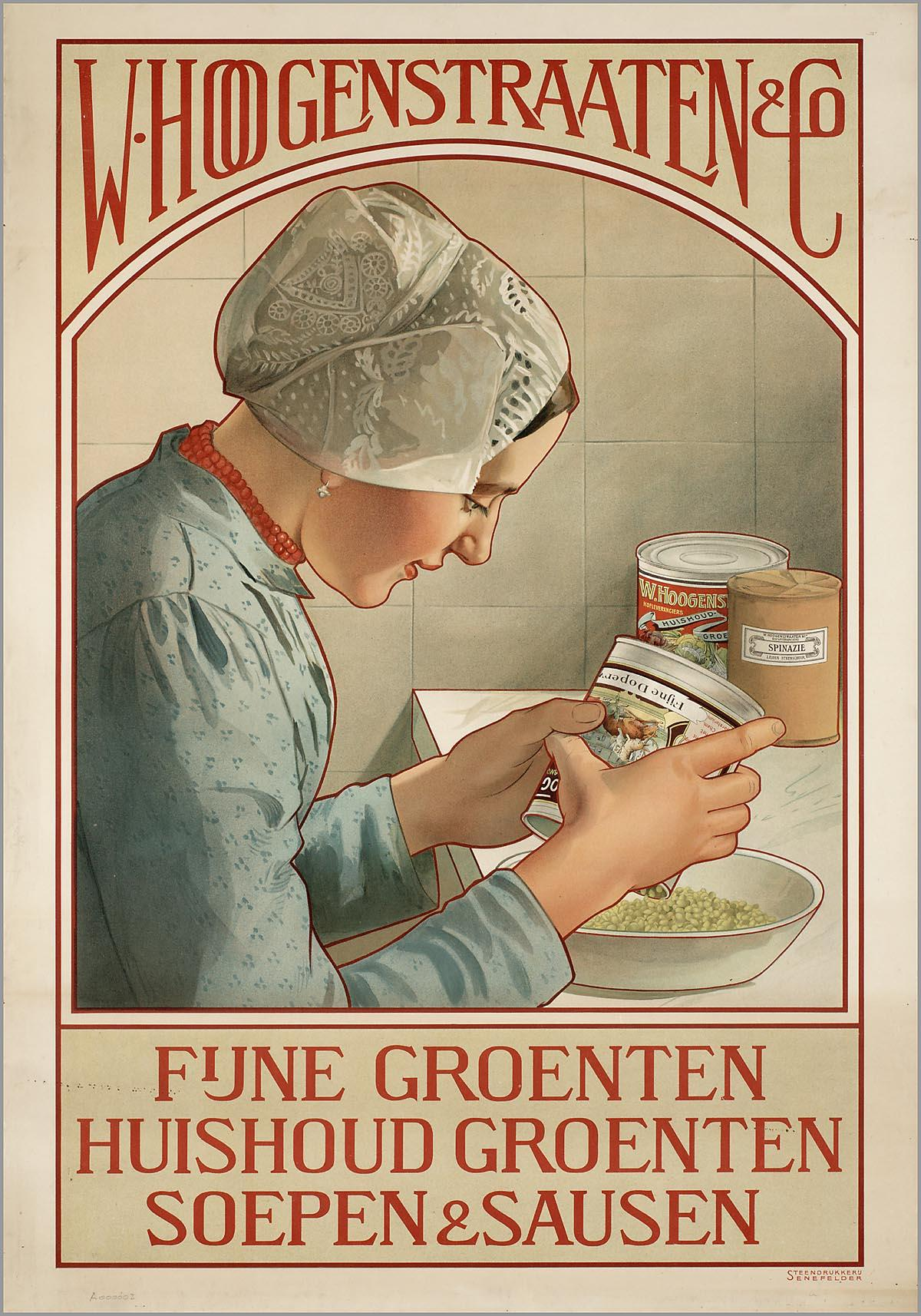
Suppen und Saucen
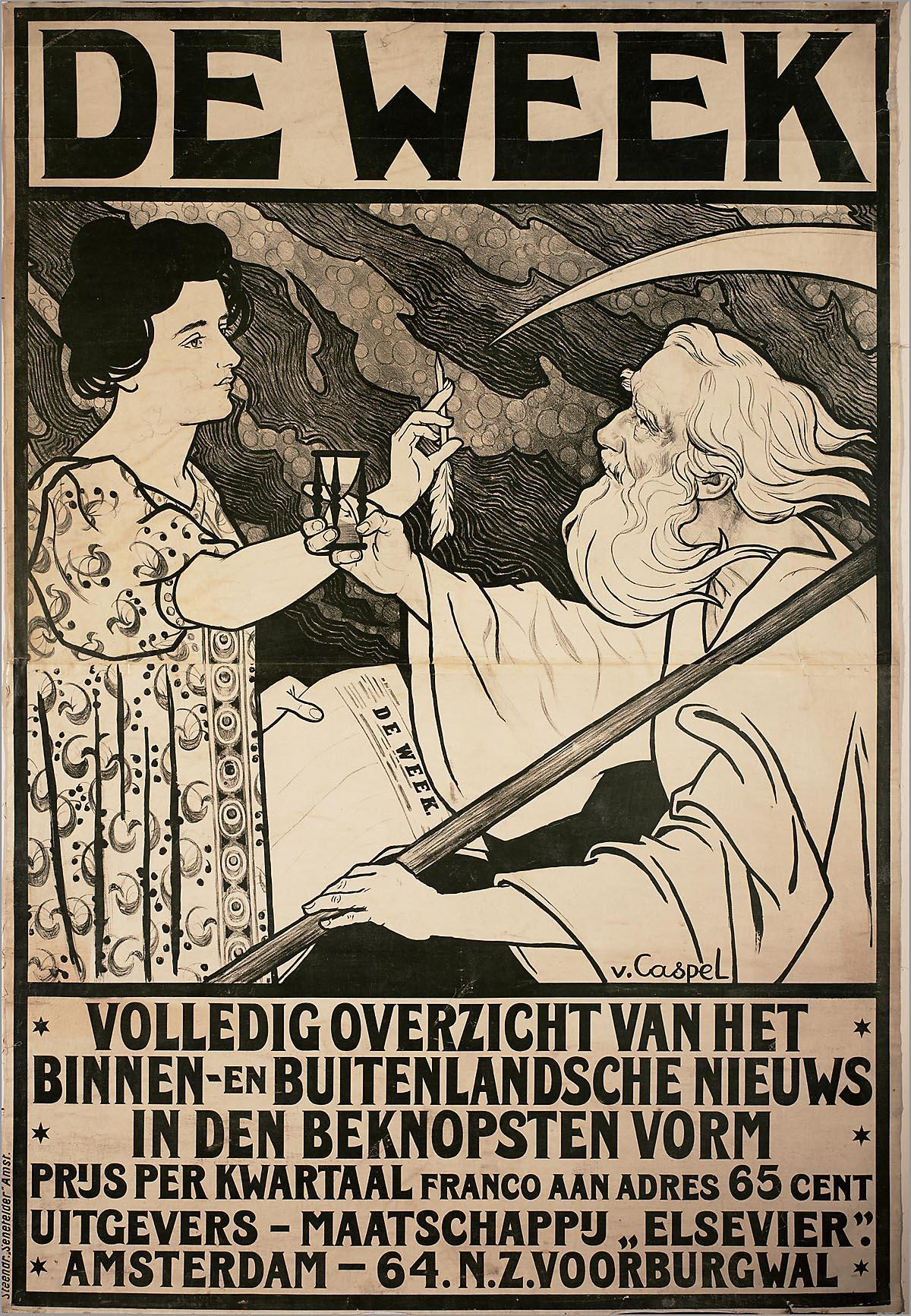
Die Woche
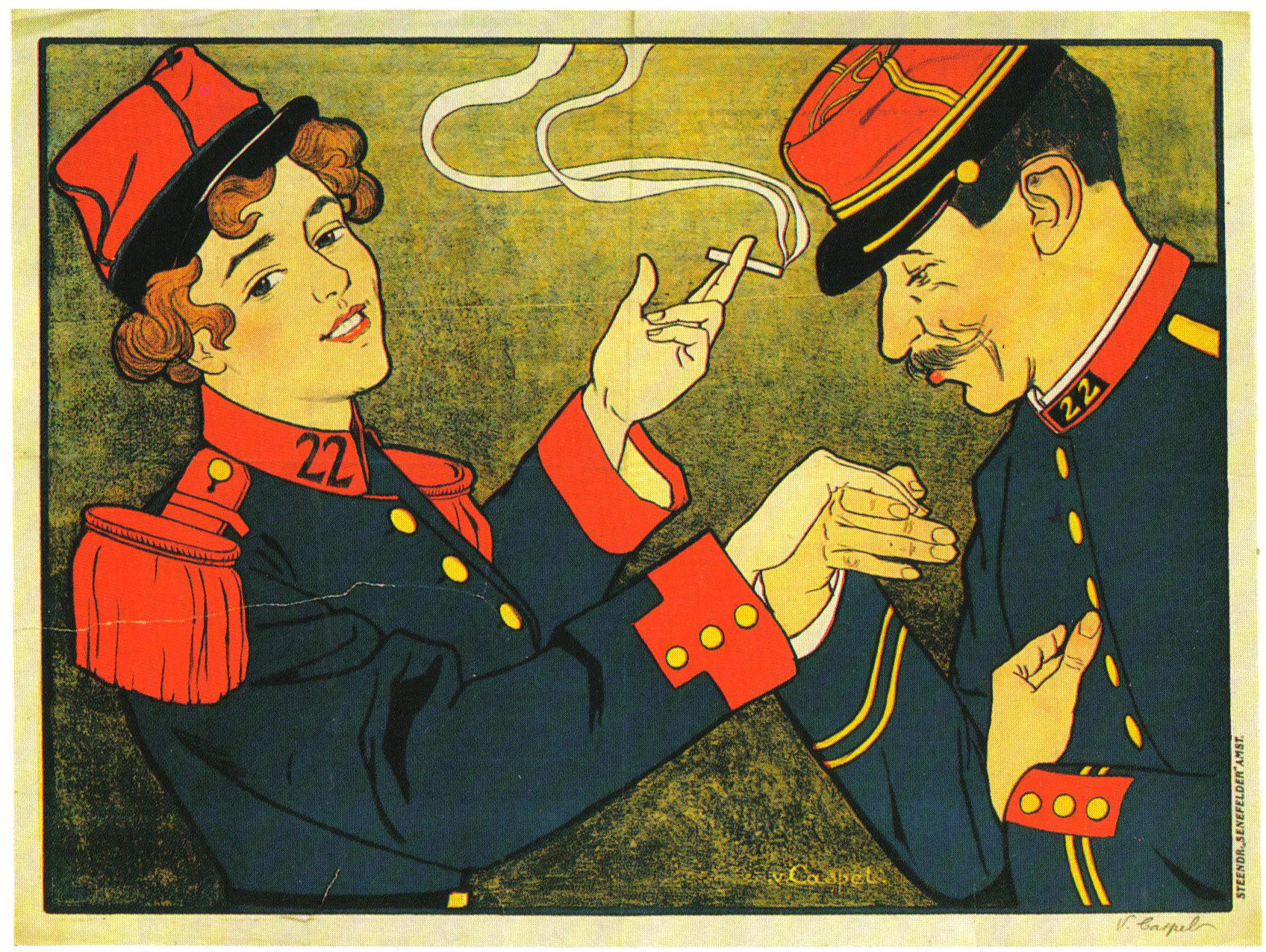
Zigarettenwerbung 1899